# Homalium abdessammadii
Homalium abdessammadii är en videväxtart som beskrevs av Aschers. och Schweinf. Homalium abdessammadii ingår i släktet Homalium och familjen videväxter. Inga underarter finns listade i Catalogue of Life.